# Ройт (Німеччина)
Ройт (нім. Reut) — громада в Німеччині, розташована в землі Баварія. Підпорядковується адміністративному округу Нижня Баварія. Входить до складу району Ротталь-Інн. Складова частина об'єднання громад Танн.
Площа — 30,76 км2. Населення становить 1678 ос. (станом на 31 грудня 2020).